# Museo de la Semana Santa (Orihuela)
El Museo de la Semana Santa de Orihuela está situado en el solar de la Iglesia de Nuestra Señora de la Merced, que aún conserva su fachada renacentista del siglo XVI.
Supone un conjunto de arte sacro de gran importancia a nivel nacional y con un amplio periodo cronológico, pues sus fondos contienen obras que van desde el siglo XIV hasta el siglo XXI.
El conjunto se compone en su mayoría de pasos de la Semana Santa de Orihuela que no se encuentran en su sede canónica o que sus imágenes se encuentran en ellas y sus tronos procesionales son expuestos en este museo.
El museo comenzó a construirse en 1985. Pronto se vio la necesidad de ampliarlo y finalmente esta ampliación se inauguró en el año 2004.
En la actualidad es un conjunto de 4 plantas de más de 1200 metros de exposición permanente, una sala de exposiciones temporales, así como una serie de salones para reuniones, conferencias, etc. Esto le otorga el honor de ser el museo más grande de España de esta temática y una de las mejores colecciones de escultura y artes suntuarias del país. Sin embargo, el museo de Semana Santa más visitado de España y que cuenta con mayor notoriedad es el de Zamora.
El edificio que lo acoge está declarado como de Bien de Relevancia Local por la ley 4/1998 de la Comunidad Valenciana.
El museo se divide en cuatro partes expositivas:
- La parte correspondiente a la antigua iglesia de Nuestra Señora de la Merced.

- La parte correspondiente a la ampliación realizada en 2004.

- La sala José Sánchez Lozano.

- El Salón de Actos donde expone piezas de bordado y la totalidad de Carteles de la Semana Santa de Orihuela.

## Contenido
La exposición se compone de más de un centenar de esculturas religiosas de diversos autores de gran importancia en la historia del arte español. El conjunto no solo se reduce a la escultura, sino que además acoge numerosas muestras de arte suntuario como platería, orfebrería, talla, dorado, bordado, etc. que dan lugar a un conjunto de gran importancia por las piezas que acoge.

### Escultura
El museo está formado por más de un centenar de imágenes de escultores de primera línea como Francisco Salzillo, Federico Coullaut-Valera, Galarza, José Sánchez Lozano, Víctor de los Ríos, García Quinto, Antonio Greses Ferrer, Nicolás de Bussy, Seiquer Zanon, etc. 
Destacan diversos bocetos como el de Nuestro Padre Jesús Nazareno, con el cual realizó Sánchez Lozano la imagen del Patrón.

### Orfebrería
En el museo se exponen algunos de los pasos procesionales de la Semana Santa de Orihuela, muchos de ellos salidos de los mejores talleres de orfebrería de España. Se exponen obras de Orrico, Bonacho David, Manuel de los Ríos, Antonio Santos, Juan Borrero, Ruvira (siglo XVIII), Benedicto Martínez Vicente, Luis Martínez Vicente etc. 

### Talla
Además de exponer pasos de orfebrería, la colección también incluye los pasos realizados en madera de nombres como Balaguer, Vicente Gimeno, etc.

### Cartelería
El museo dispone de una sala donde se encuentran todos los carteles de la Semana Santa de Orihuela desde que la Junta Mayor de Cofradías, Hermandades y Mayordomías fue fundada en 1947.

### Pintura
Expone además obras de pintura como la Inmaculada del pintor valenciano Senén Vila (siglo XVII).
Se trata del museo de esta tipología más grande de España con más de un millar de metros cuadrados expositivos.